# Аку II
Аку II (д/н — 180 до н. е.) — цар Колхіди в 190—180 роках до н. е.

## Життєпис
Походив з Першої колхської династії. Ймовірно син царя Савлака II. Посів трон близько 190 року до н. е. Відомостей про його панування обмаль. Відомі 2 золоті монети Аку II, що схожі на монети царя Лісімаха. Вважається, що цей колхідський цар активно сприяв елінізації країни.
Припускають, що дотримувався союзних відносин з царствами Понт, Велика Вірменія та Державою Селевкідів для захисту від спроб Саурмага I, царя Іберії, відновити зверхність над Колхідою
Йому спадкував Акусілох.